# Einav
Einav (en hebreu: עינב) és un assentament israelià organitzat com un assentament comunitari, situat en el nord de Cisjordània. La població està situada en la carretera 57 entre els assentaments de Avnei Hefetz i Shavei Shomron. La comunitat sionista religiosa i jueva ortodoxa, es troba dins de la jurisdicció regional del Consell Regional de Samaria. L'assentament va ser establert en 1981 amb l'ajuda de l'organització de colonització Amana. La població en 2017 tenia 800 habitants. El nom del poble vol recordar els vinyers que solien ser una característica de les àrees circumdants, i de la propera ciutat palestina d'Anabta. La comunitat internacional considera que els assentaments israelians situats en la Cisjordània ocupada per Israel són il·legals, segons el dret internacional, però el govern israelià no està d'acord amb aquesta opinió.